# Железорудная промышленность
Железорудная промышленность — отрасль горной промышленности, подотрасль чёрной металлургии, занимающаяся добычей железной руды и её предварительной переработкой: дроблением, сортировкой, обогащением, усреднением и окускованием мелочи путём агломерации или окомкования. Является сырьевой базой чёрной металлургии.
Известно, что люди добывали железную руду и получали из неё железо с древних времён. Однако быстрое развитие железорудной промышленности как индустриальной отрасли началось в 1-й половине XVIII века в связи с ростом выплавки чугуна и стали.

## Развитие железорудной промышленности в мире
По данным Геологической службы США, мировая добыча железной руды составила в 2007 году 1,93 млрд тонн, увеличившись по сравнению с предыдущим годом на 7 %. Китай (1-е место), Бразилия (2-е место) и Австралия (3-е место в мире) обеспечивают две трети добычи, а вместе с Индией (4-е место) и Россией (5-е место в мире) — 80 %.
В 2009 году мировая добыча железной руды по данным U.S. Geological Survey составила 2,3 млрд тонн (рост на 3,6 % по сравнению с 2008 годом).
Список пятнадцати стран — крупнейших производителей железной руды в 2010 году представлен в нижеследующей таблице:
| Место | Страна           | Объём производства железной руды, млн тонн |
| ----- | ---------------- | ------------------------------------------ |
| 1     | Китай            | 900                                        |
| 2     | Австралия        | 420                                        |
| 3     | Бразилия         | 370                                        |
| 4     | Индия            | 260                                        |
| 5     | Россия           | 100                                        |
| 6     | Украина          | 72                                         |
| 7     | ЮАР              | 55                                         |
| 8     | США              | 49                                         |
| 9     | Канада           | 35                                         |
| 10    | Иран             | 33                                         |
| 11    | Швеция           | 25                                         |
| 12    | Казахстан        | 22                                         |
| 13    | Венесуэла        | 16                                         |
| 14    | Мексика          | 12                                         |
| 15    | Мавритания       | 10                                         |
|       | Остальные страны | 50                                         |

За первое десятилетие XXI века производство железорудного сырья в мире удвоилось и в 2011 году оценивалось в 2,18 млрд тонн в год.

### США
Основным железорудным районом США является месторождения района озера Верхнего. Запасы богатых руд Верхнего озера (основной рудной базы США) — 1,1 млрд т. Около 90 % руды добывается открытым способом. В связи с уменьшением запасов богатых руд много внимания уделяется использованию бедных руд (таконитов).

### Австралия
Основным районом добычи железных руд в Австралии является район Хамерсли — Пилбара, где добывается около 90 % добычи в стране. Здесь действуют такие крупные рудники, как «Парабурду» (40 млн т в год), «Маунт-Уэйлбек» (32 млн т), «Маунт-Том-Прайс» (24,5 млн т), «Паннауоника» (16 млн т), «Маунт-Голдсуэрти» (7,8 млн т).

### Бразилия
Бразилия обладает самыми крупными запасами железных руд в мире. В стране разрабатываются в основном богатые руды с содержанием железа более 60 %. Основной железорудный район Бразилии — штат Минас-Жерайс (так называемый железорудный четырёхугольник), где действуют крупные карьеры «Кауэ» (46 млн т), «Консейсан» (20 млн т), «Агуас-Кларас» (12 млн т), «Жерману» (10 млн т в год).

### Крупнейшие компании-производители железной руды
| Компания               | Страновая принадлежность компании  | На территории каких стран добывают руду предприятия компании       | Суммарная производственная мощность по железной руде, млн. тонн в год. |
| Vale                   | Бразилия                           | Бразилия, штат Минас Жейрас                                        | 255                                                                    |
| BHP Billiton           | Австралия                          | Австралия, Бразилия                                                | 160                                                                    |
| Rio Tinto              | Великобритания                     | Австралия, Индия, Канада, Гвинея                                   | 153,4                                                                  |
| ArcelorMittal          | Великобритания                     | Канада, США, Мексика, Бразилия, Украина, Казахстан, Алжир, Либерия | 78,9 (2011 год - 54,1 млн. тн)                                         |
| Fortescue Metals Group | Австралия                          | Австралия                                                          | 165                                                                    |
| Евразхолдинг           | Россия, Великобритания, Люксембург | Россия, Украина                                                    | 50,4                                                                   |
| Металлоинвест          | Россия                             | Россия                                                             | 44,7                                                                   |
| AnBen                  | Китай                              | Китай                                                              | 44,7                                                                   |
| Метинвест Холдинг      | Украина                            | Украина                                                            | 42,8                                                                   |
| Anglo American         | ЮАР                                | ЮАР                                                                | 41,1                                                                   |
| LKAB                   | Швеция                             | Швеция                                                             | 38,5                                                                   |

## Развитие железорудной промышленности в России и СССР
Железорудная промышленность в России существует более 300 лет. Однако в царской России уровень добычи железных руд был небольшой и составлял в 1913 году 9,2 млн тонн в год. Россия по уровню добычи железной руды занимала пятое место в мире после США, Германии, Англии и Франции. К 1917 году добыча железной руды сократилась и составляла всего 5,3 млн тонн в год. Основными центрами железорудной промышленности в дореволюционной были Урал и Кривой Рог.
Бурное развитие железорудной промышленности СССР начинается в годы первых пятилеток. В 1930 г. добыча железных руд в СССР превысила уровень 1913 г. Перед Великой Отечественной войной добывалось около 30 млн тонн руды в год. За военные годы уровень добычи сократился в два раза. Но к 1950 г. годовая добыча железной руды достигла 43,2 млн т. Динамика развития железорудной промышленности в послевоенные годы представлена в таблице. В 1958 г. СССР вышел на первое место в мире по добыче железной руды. В 1990 году добыча её превысила 236 млн тонн.
В СССР железорудная промышленность получила ускоренное развитие в связи с индустриализацией страны в годы первых пятилеток. СССР располагал значительными запасами богатых железных руд и практически неограниченными запасами бедных железных руд. По объёму балансовых запасов руды и по объёму производства товарной железной руды СССР занимал первое место в мире. Огромные ресурсы железных руд позволяли при соответствующем развитии производственно-технической базы полностью удовлетворять растущие потребности чёрной металлургии СССР и ряда социалистических стран в товарной руде. Ускоренное развитие получил открытый способ добычи железной руды — наиболее экономичный и эффективный. Удельный вес добычи открытым способом увеличился с 54,3 % в 1959 году до 79,2 % в 1970 году. Технически перевооружены были шахты и рудники, разрабатывающие месторождения подземным способом.
Рост добычи руды в СССР в млн. тонн показан в таблице
| 1913 | 1940 | 1950 | 1960  | 1970  | 1980  | 1985 | 1990 |
| ---- | ---- | ---- | ----- | ----- | ----- | ---- | ---- |
| 9,2  | 29,9 | 39,7 | 105,9 | 195,5 | 244,7 | н.д. | 236  |

Резко выросла добыча бедных руд, которые проходили обогащение на обогатительных фабриках. Доля продукции обогатительных фабрик (концентратов) в товарной руде увеличилась с 53,6 % в 1965 до 62,3 % в 1970 году. Из концентратов расширилось производство агломерата с добавкой флюсов. Одновременно развивался новый способ окускования — окомкование концентратов на специальных установках (окомкователях) с последующим обжигом и получением окатышей, что позволило увеличить производительность доменных печей и снизить расход кокса.
В связи с ростом добычи бедных руд содержание железа в сырой руде в среднем снизилось с 40,8 % в 1965 до 37,3 % в 1970, а его содержание в товарной руде повысилось за эти годы с 56,7 % до 58,8 %, в концентрате — с 50,0 % до 61,8 %.
Существенно изменилось география размещения горнорудных предприятий отрасли. Важнейшей рудной базой Европейской части СССР являлся Криворожский железорудный бассейн. Предприятия этого бассейна снабжали железорудным сырьём заводы Приднепровья, Донбасса и других районов, а также ряд социалистических стран. Высокий удельный вес добычи рудного сырья в бассейне обеспечивали пять горно-обогатительных комбинатов (ГОКов) по открытой добыче и переработке железистых кварцитов: — Южный ГОК (пущен в 1955 году), Новокриворожский ГОК (пущен в 1959 году), Центральный ГОК (пущен в 1961 году), Северный ГОК (пущен в 1964 году) и Ингулецкий ГОК (пущен в 1965 году).
Второй по значимости и масштабам производства рудной базой страны и главной рудной базой заводов Центральной части СССР стали предприятия Курской магнитной аномалии (КМА). Запасы КМА во много раз превосходят запасы крупнейших месторождений мира. Здесь были построены такие крупные предприятия как Михайловский ГОК, Лебединский ГОК и другие.
На востоке страны усиленными темпами осваивались месторождения Урала, Сибири и Казахстана. На Урале в Свердловской области были построены Качканарский ГОК и Северо-Песчанский рудник.
В Казахстане в Кустанайском железорудном бассейне были построены Соколовско-Сарбайский ГОК, Лисаковский ГОК и Качарский ГОК
Руды мощного Ангаро-Питского железорудного бассейна в Красноярском крае и Ангаро-Илимского железорудного района в Иркутской области стали базой для развития металлургии Сибири. Был сооружён Коршуновский ГОК, увеличена добыча руд на рудниках Кемеровской области, введены в строй рудники в Красноярском крае, снабжающие рудой Кузнецкий комбинат (Кемеровская область).

### Железорудная промышленность в постсоветской России
Основной объем (92,6 % в 2006 году) сырой руды на предприятиях РФ добывается открытым способом на 29 карьерах. На самых крупных карьерах (Лебединский, Михайловский, Стойленский, Северный Качканарского ГОКа, Костомукшский) производительностью более 20 млн. т в 2006 году было добыто 70 % железной руды, а на трех карьерах (Ковдорский, Главный, Западный Качканарского ГОКа) производительностью 10—20 млн. т добыча руды составила 16 % (40,63 млн. т).
Удельный вес 8 крупнейших ГОКов (Лебединский, Михайловский, Качканарский, Стойленский, Костомукшский, Ковдорский, Оленегорский, Коршуновский) в добыче сырой руды открытым способом в России в 2006 г. достиг 243,4 млн. т и составил 96 % всей открытой добычи. Средневзвешенная по добыче глубина их 273,7 м; самые глубокие из них Лебединский (355 м), Ковдорский (339 м), Стойленский (328,5 м).
Подземным способом железная руда в России добывается на 11 шахтах и подземном руднике Оленегорского ГОКа, суммарная добыча на которых в 2006 г. составила 20,43 млн. т. Максимальная добыча была достигнута на шахте им. Губкина комбината «КМАруда» (3992 тыс. т) и шахте Шерегешского рудоуправления (3480 тыс. т), минимальная — на шахте «Сидеритовая» (523 тыс. т). Максимальную глубину имеет шахта Таштагольского рудника (800 м), минимальную — шахта «Сидеритовая» (280 м).
В 2006 г. российской железорудной промышленностью произведено 103,7 млн. т железорудного сырья, т. е. на 6,9 млн. т больше, чем в 2005 г..
| Объём добычи сырой и производства товарной железной руды на предприятиях России, млн тонн | Объём добычи сырой и производства товарной железной руды на предприятиях России, млн тонн | Объём добычи сырой и производства товарной железной руды на предприятиях России, млн тонн | Объём добычи сырой и производства товарной железной руды на предприятиях России, млн тонн | Объём добычи сырой и производства товарной железной руды на предприятиях России, млн тонн |
| Предприятие                                                                               | Сырая руда                                                                                | Сырая руда                                                                                | Товарная руда                                                                             | Товарная руда                                                                             |
| ----------------------------------------------------------------------------------------- | ----------------------------------------------------------------------------------------- | ----------------------------------------------------------------------------------------- | ----------------------------------------------------------------------------------------- | ----------------------------------------------------------------------------------------- |
| Предприятие                                                                               | 2005 г.                                                                                   | 2006 г.                                                                                   | 2005 г.                                                                                   | 2006 г.                                                                                   |
| Качканарский ГОК                                                                          | 45,999                                                                                    | 51,2                                                                                      | 8,6                                                                                       | 9,4                                                                                       |
| Лебединский ГОК                                                                           | 48,9                                                                                      | 49,9                                                                                      | 20,6                                                                                      | 21,0                                                                                      |
| Михайловский ГОК                                                                          | 42,5                                                                                      | 49,6                                                                                      | 16,9                                                                                      | 20,1                                                                                      |
| Костомукшский ГОК                                                                         | 25,4                                                                                      | 26,3                                                                                      | 9,1                                                                                       | 9,96                                                                                      |
| Стойленский ГОК                                                                           | 24,4                                                                                      | 26,0                                                                                      | 11,9                                                                                      | 12,7                                                                                      |
| Ковдорский ГОК                                                                            | 16,2                                                                                      | 15,5                                                                                      | 5,8                                                                                       | 5,6                                                                                       |
| Оленегорский ГОК                                                                          | 12,0                                                                                      | 13,3                                                                                      | 4,0                                                                                       | 4,5                                                                                       |
| Коршуновский ГОК                                                                          | 11,3                                                                                      | 11,6                                                                                      | 4,5                                                                                       | 4,98                                                                                      |
| Высокогорский ГОК                                                                         | 4,3                                                                                       | 4,4                                                                                       | 1,4                                                                                       | 1,5                                                                                       |
| КМАруда                                                                                   | 4,0                                                                                       | 3,99                                                                                      | 1,85                                                                                      | 1,85                                                                                      |
| Шерегешское рудоуправление                                                                | 3,0                                                                                       | 3,5                                                                                       | 1,6                                                                                       | 1,8                                                                                       |
| Тейское рудоуправление                                                                    | 2,6                                                                                       | 2,8                                                                                       | 1,5                                                                                       | 1,6                                                                                       |
| Ирбинское рудоуправление                                                                  | 2,5                                                                                       | 2,4                                                                                       | 1,4                                                                                       | 1,3                                                                                       |
| Богословское рудоуправление                                                               | 2,4                                                                                       | 2,3                                                                                       | 1,3                                                                                       | 1,3                                                                                       |
| ГОП ММК                                                                                   | 2,4                                                                                       | 2,2                                                                                       | 1,5                                                                                       | 1,5                                                                                       |
| Абаканское рудоуправление                                                                 | 2,0                                                                                       | 2,0                                                                                       | 0,8                                                                                       | 0,9                                                                                       |
| Таштагольское рудоуправление                                                              | 1,9                                                                                       | 1,8                                                                                       | 1,5                                                                                       | 1,3                                                                                       |
| Бакальское рудоуправление                                                                 | 1,4                                                                                       | 1,8                                                                                       | 1,1                                                                                       | 1,2                                                                                       |
| Казское рудоуправление                                                                    | 1,5                                                                                       | 1,5                                                                                       | 0,8                                                                                       | 0,8                                                                                       |
| Первоуральское рудоуправление                                                             | 1,3                                                                                       | 1,0                                                                                       | 0,06                                                                                      | 0,1                                                                                       |
| Краснокаменское рудоуправление                                                            | 1,1                                                                                       | 0,7                                                                                       | 0,5                                                                                       | 0,2                                                                                       |
| ИТОГО                                                                                     | 257,3                                                                                     | 273,9                                                                                     | 96,8                                                                                      | 103,7                                                                                     |